# Ikromjon Alibaev
Ikromjon Alibaev (sinh ngày 09 tháng 01 năm 1994) là một cầu thủ bóng đá người Uzbekistan thi đấu cho FC Seoul và đội tuyển quốc gia Uzbekistan ở vị trí tiền vệ phòng ngự.

## Sự nghiệp
Alibaev thi đấu cho Lokomotiv Tashkent từ năm 2014.

## Quốc tế
Alibaev có trận đấu đầu tiên trong màu áo đội tuyển quốc gia Uzbekistan vào ngày 11 tháng 6 năm 2015.

## Danh hiệu

### Câu lạc bộ
Loko Tashkent
Giải bóng đá vô địch quốc gia Uzbekistan (2)15/16, 16/17